# カイ・ウェグナー
カイ・ウェグナー（Kai Wegner、1972年9月15日 - ）は、ドイツの政治家。2023年4月からベルリン市長を務める。元連邦議会議員。ドイツキリスト教民主同盟（CDU）所属。

## 経歴
西ベルリンのシュパンダウ区でプロテスタントの家庭に生まれる。ギムナジウムを卒業してからは、1993年から1994年まで空軍で兵役に就いた。1994年から1997年までは保険セールスマンの職業訓練を受けた。1997年には保険会社に入社して、営業担当として働きはじめた。
1999年から2005年まで、ベルリン市議会議員を務めた。2005年には連邦議会選に立候補して初当選した。以後、連続当選を重ね2021年まで連邦議会議員を務めた。
2021年ベルリン市議会選挙に市長候補として立候補することを表明。投票の結果、ドイツキリスト教民主同盟（CDU）は首位を逃し第3党となったため、市長の座をつかむことはできなかった。しかし、他地区の投票用紙を誤って配るなど投票所で運営に問題があるとして、憲法裁判所が選挙結果を無効と判断し、再選挙が実施されることとなった。2023年のやり直し選挙では、CDUが第1党となりウェグナーが市長に選出された。